# Giulia Recli
Giulia Recli (Milà, 4 de desembre de 1884 – Brivio, 19 de desembre de 1970) fou una compositora i assagista italiana.

## Biografia
Va estudiar piano amb Giovanni Maria Anfossi, cant amb Alessandro Bonci i Vittorio Vanzo, composició amb Ildebrando Pizzetti i Victor de Sabata. Va comptar amb la col·laboració literària de la seva germana Maria, poetessa i pintora.
Va ser la primera compositora italiana "per a la qual els grans temples d'art es van obrir a les actuacions orquestrals: el Teatro alla Scala i l'Augusteo a Itàlia, el Metropolitan Opera als Estats Units d'Amèrica, el de Bremen a Alemanya, la Sala Vidagò de Budapest, el Royal Albert Hall de Londres".
Va obtenir premis i honors, guanyant diversos concursos musicals a Europa i Amèrica. Les seves obres van ser introduïdes als Estats Units sobretot pel director d'orquestra Tullio Serafin. Va fer servir intèrprets eminents, com el violinista belga César Thomson. El 1931 la seva Nicolette s'endort (descrita pel New York Times com una "cançon de bressol gràcil") va ser interpretada al Metropolitan pel tenor francès Georges Thill, acompanyat pel violí solista de Mario Vitetta. En un concert el 1965, les seves obres (i les de tres compositors més) van ser interpretades a Roma per l'Orquestra de la RAI.

## Composicions

### Obres líriques
- Villidiana (1922 ca.)
- Cent Ducati (1956 ca.)
- Belluccia (1960 ca.)

### Música simfònica
- Andante doloroso (Budapest, 1937)
- Invocazione (Budapest, 1937)
- Alba dell'anima (Milà, Teatro alla Scala, 1914)
- Bozzetti montanini: il Pastore a "Col di sogno" (Bremen, 1921)
- L'isola dei pastori (Milà, Rai, 1963)
- Aucassine et Nicolette (Nova York, Metropolitan Opera, 1931)

### Música de cambra
- Quartet per a cordes (Milà, 1913)
- Tres tempos per a violí i piano (Milà, 1925)
- Nicolette s'endort de la Suite "Aucassine et Nicolette" (Viena, Wiener Secessionsgebäude, 1922)

### Música de piano
- La dansa de la nina i del titella (Milà, 1956)

### Música vocal
- Cantate Domino, Salm de David, Cor (SATB) i orquestra (Milà, Castell Sforza, 1928)
- Vocavi te, La profecia d'Isaïes, Cor de dones (SSA) i orquestra (Milà, 1927)